# Rönnby kyrkcenter
Rönnby kyrkcenter var en kyrkobyggnad som tillhörde Önsta församling, i Rönnby i VästeråsDe lokaler som tidigare utgjorde kyrkan ligger ihopbyggda med andra lokaler i Rönnby centrum.

## Kyrkobyggnaden
Rönnby kyrkcenter är hopbyggd med de omgivande centrumlokalerna, där det tidigare funnits post på den norra sidan och en mataffär på den södra, endast avskild från kyrkcentret genom ett överbyggt gångstråk. Fasaderna på kyrkan består liksom övriga byggnader av mörkrött tegel, men kyrksalen utmärker sig genom ett uppskjutande sadeltak från de övriga platta taken. På östgaveln finns ett lågt klocktorn med en fönsterspalt där dagsljuset lyser in i koret. Fönster finns också på vardera sidan om porten samt ett trekantigt ovanför, med ett kors framför.
Genom dubbelporten kommer man direkt in i den ljusa kyrkosalen med öppna takstolar. Taket och tegelväggarna är vita och på golvet ligger sintrade mörkröda plattor. Altaret står en bit ut från den östra väggen, där det istället finns en uppbyggnad för kören med ett tjugotal lösa stolar. Även gudstjänstbesökarna sitter på lösa stolar. Vid den södra väggen står orgeln och vid den norra en enklare talstol. Till vänster om porten in till kyrksalen finns en dörr som leder in i ett kapprum och sakristia. Från kapprummet når man också den samlingssal som församlingen inrett i det tidigare postkontoret.

## Historia
Rönnby började byggas i slutet av 1960-talet och redan från början planerades ett centrum med flera viktiga samhällsfunktioner, som post och livsmedelsbutik, i stadsdelen. Ansvariga var arkitekt Helmut Horn och byggmästare Lennart Ludvigsson. Från början var det tänkt att posten och affären skulle få sällskap av en bank, men de drog sig ur redan innan bygget börjat, så istället fick Skerike församling tillsammans med arkitekten inreda en kyrksal i Rönnby centrum. Bortsett från Korsets kapell på Hovdestalunds kyrkogård fanns det nämligen inte någon kyrka i Västerås tätorts norra delar. Men från början var det snarare tänkt som ett komplement än en ersättning för Korsets kapell. Då Rönnby kyrkcenter var tänkt att fungera som en vardagskyrka nära innevånarna skulle kapellet fortsätta användas för helgdagarnas högtider.
I december 1972 började församlingen använda kyrksalen, men invigningen skedde inte förrän 4 maj 1973, då biskop Sven Silén traditionsenligt slog sin kräkla tre gånger i kyrkporten. I början av 1990-talet fördubblade församlingen sina lokaler i och med att man kunde ta över postkontorets lokaler när de lade ner och inreda en samlingssal där.
Rönnby kyrkcenter lades ner 2020 och en websänd avslutningsgudstjänst hölls den 30 augusti samma år. 

## Inventarier
- Altartavlan, Himla-Jorden, är en tredelad väv tillverkad av Britta Kjellgren 2001.[3]
- Dopfunten i trä är tillverkad av Christer Palmqvist, en av församlingens ungdomsledare. [6]
- Till vänster i kyrksalen hänger sedan 2011 två pärlplattor, gjorda av totalt 64 800 pärlor av Önsta församling tillsammans med skolorna i Rönnby och Önsta-Gryta. De är kopior av den kinesiska konstnären He Qis konstverk The Risen Lord och Ark of Noah.[3]
- Kyrkans orgel byggdes som ett elevarbete av Hans Agrell i Göteborg.[1]
- I klocktornet hänger en 27 kg tung klocka som är tillverkad 1967 av Gösta Bergholtz.[1]

## Galleri

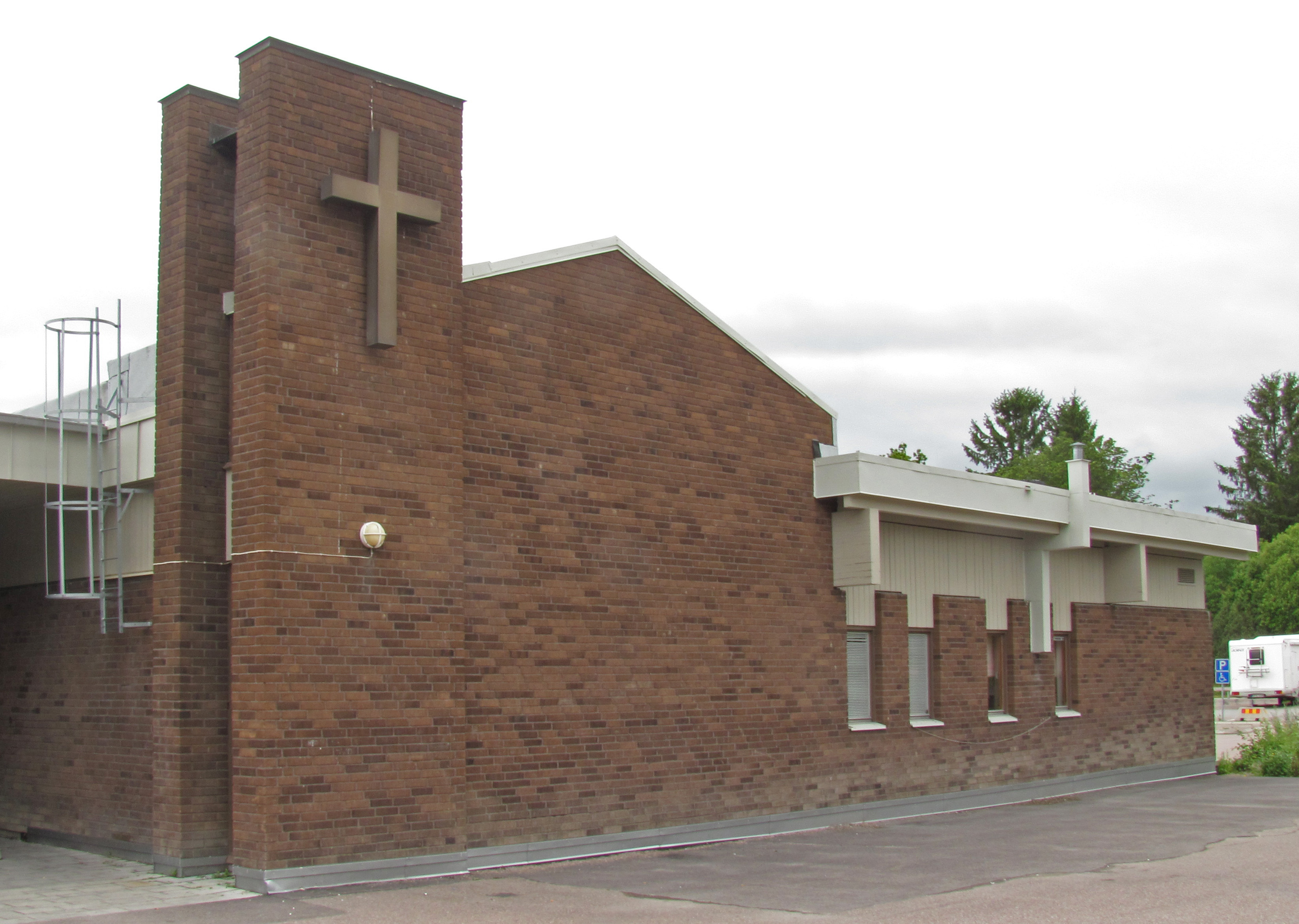
Rönnby kyrkcenter från öster.